# Одаке
«Одаке» (Odake, яп. 雄竹) — ескортний міноносець Імперського флоту Японії, який брав участь у Другій світовій війні.

## Історія створення
Корабель, який став тридцять першим серед завершених ескортних міноносів типу «Мацу» (та тринадцятим серед таких кораблів підтипу «Татібана»), заклали 5 листопада 1944 року на верфі ВМФ у Майдзуру. Спущений на воду 10 березня 1945, став до ладу 15 травня того ж року.

## Історія служби
За весь час після завершення та до закінчення війни «Одаке» не полишав вод Японського архіпелагу, при цьому з 15 липня він був підпорядкований військово-морському округу Майдзуру, де й перебував на момент капітуляції.
У жовтні 1945-го «Одаке» виключили зі списків ВМФ та призначили для участі в репатріації японців (по завершенні війни з окупованих територій на Японські острови вивезли кілька мільйонів військовослужбовців та цивільних осіб японської національності).
4 липня 1947-го корабель передали США, а 17 вересня того ж року він був потоплений як ціль.